# Івиця Шуряк
Івиця Шуряк (сербохорв. Ivica Šurjak, нар. 23 березня 1953, Спліт) — югославський футболіст, що грав на позиції нападника. Футболіст року в Югославії (1976).
Виступав, зокрема, за клуб «Хайдук» (Спліт), а також національну збірну Югославії.

## Клубна кар'єра
У дорослому футболі дебютував 1970 року виступами за команду клубу «Хайдук» (Спліт), в якій провів одинадцять сезонів, взявши участь у 272 матчах чемпіонату. Більшість часу, проведеного у складі «Хайдука», був основним гравцем атакувальної ланки команди і виграв за цей час три чемпіонати Югославії і п'ять національних кубків.
1981 року Шуряк перейшов у французький «Парі Сен-Жермен», де провів наступний сезон і з 11 голами став найкращим бомбардиром клубу та допоміг команді виграти Кубок Франції. По завершенні сезону перейшов в італійський «Удінезе», але 1983 року був змушений залишити фріульський клуб, щоб звільнити місце для бразильця Зіку (тоді в заявку можна було включати тільки два іноземних гравці, а другим легіонером «Удіне» був інший бразильський збірник Едіно).
Завершив професійну ігрову кар'єру у іспанському клубі «Реал Сарагоса», за який виступав протягом сезону 1984/85 років.

## Виступи за збірну
21 жовтня 1973 року дебютував в офіційних іграх у складі національної збірної Югославії в відбірковому матчі чемпіонату світу 1974 року зі збірною Іспанії, який завершився з рахунком 0:0. 
У складі збірної був учасником чемпіонату світу 1974 року у ФРН, чемпіонату Європи 1976 року в Югославії та чемпіонату світу 1982 року в Іспанії.
Свій останній матч за збірну Шуряк зіграв на чемпіонаті світу 1982 року проти збірної Гондурасу 24 червня 1982, той матч завершився перемогою югославів з рахунком 1:0. Всього ж за збірну Шуряк зіграв 54 офіційних матчі, в яких забив 10 голів. Також Шуряк зіграв 3 матчі за молодіжну збірну Югославії, в яких забив 1 гол і 4 матчі за юнацьку збірну Югославії в яких забив 2 голи.

## Титули і досягнення

### Командні
«Хайдук» (Спліт)
- Чемпіон Югославії (3): 1974, 1975, 1979
- Срібний призер чемпіонату Югославії (2): 1976, 1981
- Бронзовий призер чемпіонату Югославії: 1978
- Володар Кубку Югославії (5): 1972, 1973, 1974, 1976, 1977

 «Парі Сен-Жермен»
- Володар Кубку Франції: 1982

### Особисті
- Футболіст року в Югославії: 1976